# Čini in oznake častnikov kopenskih vojska Nata
Čini in oznake častnikov kopenskih vojska Nata.

## Zastavni častniki/Generali/Flag Officers (OF 10 - 6)
- 1 Častni/Vojni čin

## Warrant officers (WO5 - 1)
Warrant officers je vojaška stopnja pod častniki in nad podčastniki. Slovenska vojska te stopnje nima.
- 4 Grčija ima le eno stopnjo warrant officers. Regularni so nad naborniki.
- Države, ki niso našteve, ne uporabljajo regularnih častniških činov za warrant officers, ne poznajo te stopnje oz. so smatrani za druge čine.

## Vir
- STANAG 2116 NATO chart